# Herb Lędzin
Herb Lędzin – jeden z symboli miasta Lędziny w postaci herbu.
Najstarsza lędzińska pieczęć, na której wyciśnięty jest herb przedstawiający czerwony kościół z niebieskim dachem pochodzi z XVIII wieku.

## Wygląd i symbolika
Herb przedstawia na białej tarczy stojący na zielonej murawie kościół czerwony, murowany, z wieżą i sygnaturką, pokryty niebieskim dachem.
Wizerunek herbowy nawiązuje do miejscowego kościoła św. Klemensa.